# Lemoore Station (Kalifornija)
Lemoore Station je naseljeno područje za statističke svrhe u američkoj saveznoj državi Kalifornija. Prema popisu stanovništva iz 2010. u njemu je živjelo 7.438 stanovnika.